# Abwehr en France
Pendant l'entre-deux-guerres, l'Abwehr possède deux grandes stations qui se partagent le territoire français, l'Ast Münster pour la partie nord-ouest et l'Ast Stuttgart pour la partie sud-est. 
Trois autres unités spécialisées s'occupent des domaines suivants :
- renseignement naval et de l'outre-mer (Ast de Hambourg),
- renseignement aéronautique (Ast de Berlin),
- renseignement politique, économique et contre-espionnage (Ast de Wiesbaden).

Après l'armistice, des stations apparaissent sur le littoral, de Calais à Bordeaux, destinées à préparer l'invasion de l’Angleterre et dirigées par l’Ast de Hambourg.
Puis en zone occupée, l'Abwehr installe une antenne par Bezirk à Paris, Dijon, Angers et Bordeaux. Après l'invasion de la zone libre française, des antennes sont créées à Marseille, Lyon et Toulouse.
De juin 1940 à juin 1944, c'est Friedrich Rudolf qui est le chef de l'Abwehr en France. Il a pour adjoints, le colonel Arnold Garthe et le colonel Oscar Reile. Le siège est l'Hôtel Lutetia à Paris.